# Kanton Chicaloma
Der Kanton Chicaloma ist ein Verwaltungsbezirk im bolivianischen Departamento La Paz.

## Lage im Nahraum
Der Kanton Chicaloma ist einer von sechs Cantones des Municipio Irupana in der Provinz Sud Yungas und liegt im südlichen Teil der Provinz. Es grenzt im Norden an das Municipio Chulumani, im Nordwesten an das Municipio Yanacachi, im Westen an den Kanton Lambate, im Süden an den Kanton Taca, im Osten an den Kanton Irupana und im Nordosten an den Kanton Laza.
Der Kanton hat 15 Ortschaften (localidades), zentraler Ort des Kantons ist Chicaloma mit 768 Einwohnern (Volkszählung 2012).

## Geographie
Der Kanton Chicaloma liegt in den bolivianischen Yungas am Ostabhang der Anden-Gebirgskette der Cordillera Real.
Die mittlere Durchschnittstemperatur der Region liegt bei 19 °C, der Jahresniederschlag beträgt etwa 1150 Millimeter. Die Region weist ein ausgeprägtes Tageszeitenklima auf, die Monatsdurchschnittstemperaturen schwanken nur unwesentlich zwischen 17 °C im Juli und 21 °C im Dezember. Die Monatsniederschläge liegen zwischen etwa 20 Millimeter in den Monaten Juni und Juli und mehr als 150 Millimeter von Dezember bis Februar.

## Bevölkerung
Die Bevölkerungszahl des Kantons bei der Volkszählung von 2012 betrug 1.889 Einwohner.
Aufgrund der historischen Entwicklung wohnt im Kanton Chicaloma ein hoher Anteil von Afro-Bolivianern, deren Vorfahren von den spanischen Kolonisatoren zur Arbeit in den Silber- und Zinnminen auf den Altiplano verschleppt worden waren. Mit dem Rückgang der Ausbeute in den Minen wurden sie dann im 20. Jahrhundert in die Yungas umgesiedelt.

## Gliederung
Der Kanton untergliederte sich bei der Volkszählung 2012 in fünfzehn Subkantone (vicecantones):
- 02-1102-0500-1 Subkanton Chicaloma – 768 Einwohner
- 02-1102-0500-2 Subkanton Collpamaya – 29 Einwohner
- 02-1102-0500-3 Subkanton Villa Trinidad – 123 Einwohner
- 02-1102-0500-4 Subkanton Huariscollo – 189 Einwohner
- 02-1102-0500-5 Subkanton Maticuni – 176 Einwohner
- 02-1102-0500-7 Subkanton Tambillo Tocoroni Grande – 91 Einwohner
- 02-1102-0500-8 Subkanton Bajo Tocoroni – 50 Einwohner
- 02-1102-0501-3 Subkanton Huayruro – 81 Einwohner
- 02-1102-0502-2 Subkanton Chuila – 44 Einwohner
- 02-1102-0503-7 Subcanton Yoloza – 89 Einwohner
- 02-1102-0570-2 Subcanton Uquina – 69 Einwohner
- 02-1102-0570-6 Subcanton Imanacu – 50 Einwohner
- 02-1102-0570-9 Subcanton Churumata – 0 Einwohner
- 02-1102-0571-0 Subcanton La Joya – 97 Einwohner
- 02-1102-0591-9 Subcanton Imicasi – 33 Einwohner